# 韩红
韩红（1971年9月26日—），藏名央金卓玛（藏語：དབྱངས་ཅན་སྒྲོལ་མ，威利转写：dbyangs can sgrol ma，藏语拼音：Yangjän Zhöma），生于西藏昌都市卡若區，祖籍山東德州，少年成长于北京，中国创作型女歌手。中国人民解放军空军大校军衔。曾任解放军空军政治部文工团副团长。全国政协委员、中央国家机关青联常委常委、中华海外联谊会理事。父親韩德江為漢族知青，曾师从相聲大师刘宝瑞，母親為藏族歌手雍西。她和梦鸽、谭晶、许飞被誉为李双江“四大关门女弟子”。

## 生平
韓紅因為父親早逝，加上母親常常登台演出，9歲後到北京與奶奶和叔叔相依為命。未能考進文藝兵的韩红反而成為通信兵，所以自學彈吉他和打鼓。儘管如此，她參加各項軍內歌唱比賽都沒有得名，此情況持續十幾年，2005年，奶奶過世後，因為也常常登台，每年過年都在不同地方度過。1988年进入歌坛。1995年，因為親友幫忙，而錄製《喜瑪拉雅》。1997年底，遇見張越，在《半邊天》的《別為你的相貌發愁》一集演唱。其後，韩红再借助親友幫忙，推出了第一张个人专辑《雪域光芒》。2003年后，韩红逐渐受到关注，多次获得各种“年度最受欢迎女歌手奖”和“最佳女歌手奖”，成为中国大陆最红的女歌手之一。2009年9月韩红被特招入伍，加入空军政治部文工团，专业技术五级，任空军政治部文工团副团长。
2014年12月18日，韩红正式确认加盟《我是歌手》第三季，並獲得歌王。
2015年12月7日，韩红在微博发布一张自己的军装照，并表示“离开”，后经证实，她已经于当年9月从军队转业。
2016年1月，韩红宣佈加盟香港的華星唱片轉戰香港樂壇，時隔六年再出新專輯，並表明會嘗試唱廣東歌。還說她會唱《浮誇》、《海闊天空》二首廣東歌曲。1月9日，前往臺北小巨蛋錄製農曆新年除夕特別節目《2016超級巨星紅白藝能大賞》，演唱〈天天想你〉、〈我愛故我在〉，為出道多年，首次在台演出。
2023年，担任张艺谋古装电影《满江红》配乐，为个人首部电影配乐作品。

## 社会活动
1999年10月3日，在貴州馬嶺河風景區，正在運行的索道突然失控，在吊厢墜落的那一剎那間，吊厢內來自南寧市的潘天麒、賀艷文夫婦，不約而同地使勁將年僅兩歲半的兒子高高舉起。結果，這名名叫潘子灝的孩子只是嘴唇受了點輕傷，而他的雙親卻先後死去。此事深深打動了韓紅，經過多方聯繫，她領養了這個大難不死的小孩。2000年，应中国中央电视台3.15晚会要求，韩红根据潘子灏的故事，亲自编曲，填词并演唱了《天亮了》一曲，歌曲被收录在韩红专辑《醒了》中，于次年7月发行。
2008年1月26日，将演唱会的个人所得捐献给西藏、新疆和内蒙的三所少数民族孤儿学校；5月14日上午，韩红与中国扶贫基金会共同发起“韩红爱心救援行动”并召开了新闻发布会，呼吁社会发起捐款，发布会开始不到两小时，便已筹得善款将近百万元，韩红个人首先捐出20万。
2010年4月15日，玉树地震后，韩红来到“韩红爱心救援行动北京捐助现场”募捐，呼吁全国人民献出爱心，帮助玉树灾区的人们。现场也有很多北京的爱心市民响应韩红的号召捐款捐物，用实际行动为灾区的人们尽一份力。截止4月16日下午14时，募集到社会善款14.3万余元，帐篷138顶；棉被727床；药品价值总计5.8万余元。
2010年11月28日，韩红在赴舟曲泥石流灾区的途中，遭遇车祸，所乘坐的越野车翻滚至路边的沟中，事故未造成人员伤亡。韩红称，之所以未受到严重的伤害，是因为她繫了安全带。
韩红热衷于慈善事业，2007年发起“爱心西藏行”等公益活动，2008年5月14日成立“韩红爱心救援团队”前往汶川灾区支持救援， 2012年5月9日注册成立了韩红爱心慈善基金会。
2013年4月20日，雅安地震发生后，韩红声明捐款50万，并于4月21日在鸟巢南广场发起为雅安同胞捐款的活动，接收社会各界捐赠。4月26日，韩红带着“韩红爱心慈善基金会”，为灾民们送去近300多万元的物资。
2020年2月，就在韩红爱心慈善基金会支援受新冠肺炎影响的疫区时，微博大V“司马3忌”向北京市民政局举报该组织未有公开3亿元对外投资款项的去向，且在2019年8月未取得公募资格前违规开展募捐活动等四项罪名，官方部门目前受理调查中。2月20日晚，北京市民政局通报关于对举报韩红爱心慈善基金会有关问题的调查结果。经调查，韩红基金会自成立以来，总体上运作比较规范，特别是在抗击疫情中做了大量工作，应予以支持和肯定。但也发现部分投资事项公开不及时，在未取得公开募捐资格前有公开募捐行为。市民政局已要求韩红基金会限期改正，依法规范运作。2月21日，韩红爱心慈善基金会公开回应称认同北京市民政局的意见。2020年2月8日，知名哔哩哔哩up主濮阳市雷雨网络科技有限公司对微博大V“司马3忌”对韩红爱心慈善基金会的举报提出质疑并发表视频“遭大V质疑！韩红，你到底动了谁的奶酪？”截止至2020年2月16日获114.6万播放。

## 音乐

### 专辑
| 专辑     | 专辑资料                                                                                         | 曲目 |
| -------- | ------------------------------------------------------------------------------------------------ | --- |
| 第一张   | 《雪域光芒》 - 发行公司：麒麟童文化 - 发行日期：1998年9月1日 - 类型：录音室专辑 - 曲目数量：10   | 曲目 1. 雪域光芒 2. 家乡 3. 风雨中的美丽 4. 漂 5. 北京的金山上 6. 喜玛拉雅 7. 格桑花开 8. 相爱 9. 情人 10. 原野 |
| 第二张   | 《醒了》 - 发行公司：麒麟童文化 - 发行日期：2001年7月1日 - 类型：录音室专辑 - 曲目数量：9        | 曲目 1. 醒了 2. 那片海 3. 你不会回来 4. 天空 5. 穿行 6. 这个冬季 7. 雪 8. 天亮了 9. 青藏高原 |
| 第三张   | 《歌唱》 - 发行公司：京文唱片 - 发行日期：2002年11月1日 - 类型：录音室专辑 - 曲目数量：10        | 曲目 1. 浪拉山情 2. 来吧 3. 这样的女人 4. 月亮 5. 一走了之 6. 茶马古道 7. 蓝 8. 天涯（藏文版） 电影《天脉传奇》国内创意主唱曲 9. 在何方 -- 记西子湖畔的想念 10. 歌唱2002 |
| 第四张   | 《红》 - 发行公司：京文唱片 - 发行日期：2003年10月1日 - 类型：录音室专辑 - 曲目数量：12          | 曲目 1. 绒花 2. 洗衣歌 3. 天天想你 4. 情深谊长 5. 变 6. 我的祖国 7. 一江水 8. 思念谁 9. 空白 10. 爱的箴言 11. 一江水（Karaoke Ver.） 12. 天天想你（Karaoke Ver.） |
| 第五张   | 《红歌汇》 - 发行公司：京文唱片 - 发行日期：2005年4月1日 - 类型：精选辑 - 曲目数量：15           | 曲目 1. 天空（Live）（选自韩红北京首体平安夜演唱会2003） 2. 穿行（Live）（选自韩红北京首体平安夜演唱会2003） 3. 醒了（Live）（选自韩红北京首体平安夜演唱会2003） 4. 来吧（选自《歌唱》） 5. 雪（Live）（选自韩红北京首体平安夜演唱会2003） 6. 天亮了（Unplugged）（选自韩红北京首体平安夜演唱会2003） 7. 绒花（选自《红》） 8. 歌唱2002（选自《歌唱》） 9. 茶马古道（选自《歌唱》） 10. 天涯（藏文版）（选自《歌唱》） 11. 那片海（Live） 12. 思念谁（选自《红》） 13. 香格里拉（特别版）（选自《意外 王益作品集》） 14. 家乡（歌迷互动版）（选自韩红北京首体平安夜演唱会2003） 15. 青藏高原（Encore版）（选自韩红北京首体平安夜演唱会2003） |
| 第六张   | 《感动》 - 发行公司：京文唱片 - 发行日期：2005年4月1日 - 类型：录音室专辑 - 曲目数量：11         | 曲目 1. 天路 （Traditional Version） 2. 感动 3. 我决定爱你（李泉合唱） 4. 爱 5. 生命 6. 流浪 7. 生命不言败 8. 让爱做主（高明骏合唱） 9. 回来 10. 天使 11. 天路（World Music） |
| 第七张   | 《韩红精选》 - 发行公司：麒麟童文化 - 发行日期：2005年5月15日 - 类型：精选辑 - 曲目数量：14      | 曲目 1. 那片海 2. 北京的金山上 3. 醒了 4. 天亮了 5. 家乡 6. 风雨中的美丽 7. 穿行 8. 青藏高原 9. 喜玛拉雅 10. 漂 11. 情人 12. 你不会回来 13. 格桑花开 14. 雪域光芒 |
| 第八张   | 《青藏高原》 - 发行公司：百利唱片 - 发行日期：2009年3月10日 - 类型：精选辑 - 曲目数量：13        | 曲目 1. 天亮了 2. 那片海 3. 青藏高原 4. 喜玛拉雅 5. 醒了 6. 风雨中的美丽 7. 家乡 8. 穿行 9. 这个冬季 10. 你不会回来 11. 雪域光芒 12. 家乡（Reprise） 13. 那片海（Reprise） |
| 第九张   | 《听我的声音》 - 发行公司：央金玛 - 发行日期：2009年9月5日 - 类型：录音室专辑 - 曲目数量：10     | 曲目 1. 喜玛拉雅 2. 听我的声音 3. 擦肩而过 4. 文成公主 5. 一次一次 6. 那些日子 7. 海神 8. 太阳至爱 9. 归来 10. 炼爱 |
| 第十张   | 《擦肩而过》 - 发行公司：央金玛 - 发行日期：2010年1月1日 - 类型：精选辑 - 曲目数量：15           | 曲目 1. 天路 2. 青藏高原 3. 天亮了 4. 家乡 5. 擦肩而过 6. 我的祖国 7. 风雨中的美丽 8. 格桑花开 9. 翻身农奴把歌唱 10. 北京的金山上 11. 那片海 12. 醒了 13. 归来 14. 我爱祖国的蓝天 15. 感动 |
| 第十一张 | 《红歌②》 - 发行公司：央金玛 - 发行日期：2010年12月8日 - 类型：录音室专辑 - 曲目数量：10         | 曲目 1. 我爱祖国的蓝天 2. 翻身农奴把歌唱 3. 雁南飞 4. 我和我的祖国 5. 祖国不会忘记 6. 珊瑚颂 7. 多情的土地 8. 婚誓（孙楠合唱） 9. 映山红 10. 故乡的云 |
| 第十二张 | 《我爱故我在》 - 发行公司：鼎红文化 - 发行日期：2015年12月28日 - 类型：录音室专辑 - 曲目数量：10 | 曲目 1. 变 2. 一个人 3. 野草 4. 远方的孩子 5. 我爱故我在 6. 谈何容易 7. 我不信 8. 藏爱 9. 相遇 10. 美丽心世界（《美丽世界》世界巡回演唱会2012主题曲） |

其他专辑：《喜玛拉雅》、《情人》、《最红》、《树辉》、《我是谁》

### 现场演出
- 2003年 唱红平安夜北京演唱会。
- 2005年 唱红上海滩上海演唱会。
- 2006年 无锡演唱会。
- 2008年 参加迎奥运歌曲《北京欢迎你》的录制，与群星合作并参加奥运倒计时100天晚会。
- 2008年 与香港歌手刘德华在鸟巢现场合唱北京残奥会主题歌《和梦一起飞》。
- 2012年 北京演唱会。
- 2014年 最美和声2 (总导演)。
- 2014年12月18日，韩红确认加盟《我是歌手第三季》， 节目于2015年1月2日播出第一期，3月27日的总决赛中，韩红获得本季歌王。
- 2016年5月7日开播的湖南卫视又一强势节目《我想和你唱》，韩红任音乐爬梯主人，和主持人汪涵组成“涵韩组合”。
- 2022年1月31日，2022年中央广播电视总台春节联欢晚会，演唱歌曲《这世界那么多人》。

### 主唱MV
- 2016年 《山水贵客》 贵州卫视

## 电视节目
- 2013年 《中国梦之声第一季》 东方卫视
- 2014年 《最美和声第二季》 北京卫视
- 2014年 《中国梦之声第二季》 东方卫视
- 2015年 《我是歌手第三季》 湖南卫视
- 2016年 《我想和你唱第一季》 湖南卫视
- 2017年 《我想和你唱第二季》 湖南卫视
- 2018年 《我想和你唱第三季》 湖南卫视
- 2018年 《中國夢想秀第八季》 浙江卫视
- 2021年 《爆裂舞台》愛奇藝